# Z Horologii
Y Horologii är en stjärna i stjärnbilden Pendeluret. Den misstänktes vara variabel och blev den nionde  stjärnan i stjärnbilden som fick en variabeldesignation åsatt. Noggrannare mätningar har kunnat fastslå att den inte är variabel. Stjärnan är av fotografisk magnitud +13,0 och kräver därmed teleskop för att gå att observera.